# Province de Bururi

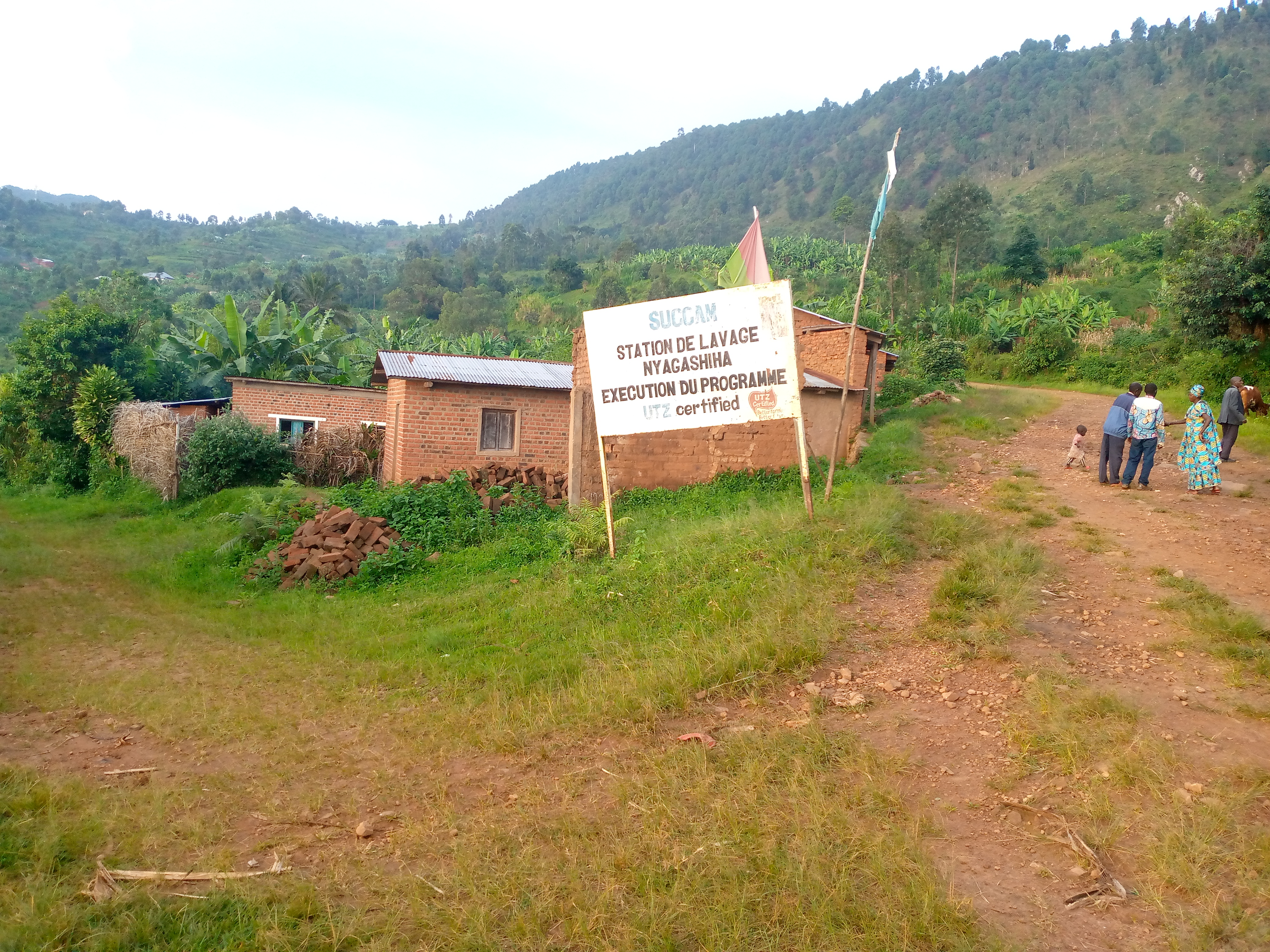
Habitations à Gicokeza (Mukwanga).

La province de Bururi est une des 18 provinces du Burundi. Elle comprend la ville de Bururi, la capitale provinciale. La province de Bururi est au sud du Burundi et est frontalière de la province de Rutana à l'est, de la province de Makamba au sud, de la province de Gitega au nord et de la province de Rumonge à l'ouest.
Bururi est une province aussi connue pour avoir été la région natale de la plupart des dirigeants burundais, surtout après l'indépendance du pays. Les trois présidents successifs de 1966 jusqu'en 1993 sont tous originaires de Bururi.

## Administration
La province de Bururi est composée de 6 communes :
- Bururi,
- Matana,
- Mugamba,
- Rutovu,
- Songa,
- Vyanda.

Les grands centres urbains sont Matana et Bururi.

## Les lieux touristiques
- La source du Nil et une pyramide à Rutovu
- Les eaux thermales à Rutovu
- La réserve naturelle de Bururi

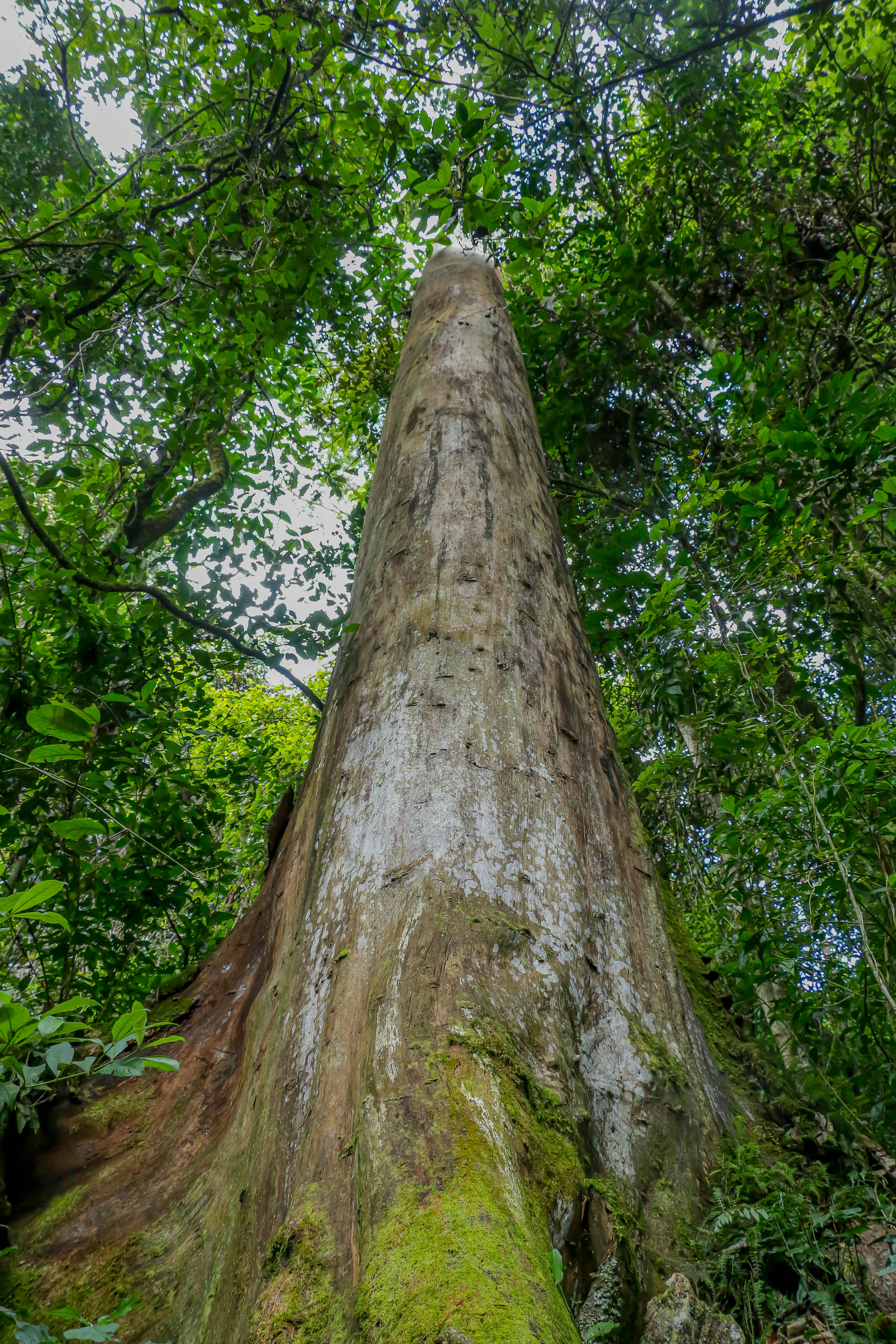
Un eucalyptus dans la Hifadhi ya Mazingira ya Msitu wa Bururi (sw). Juin 2022.
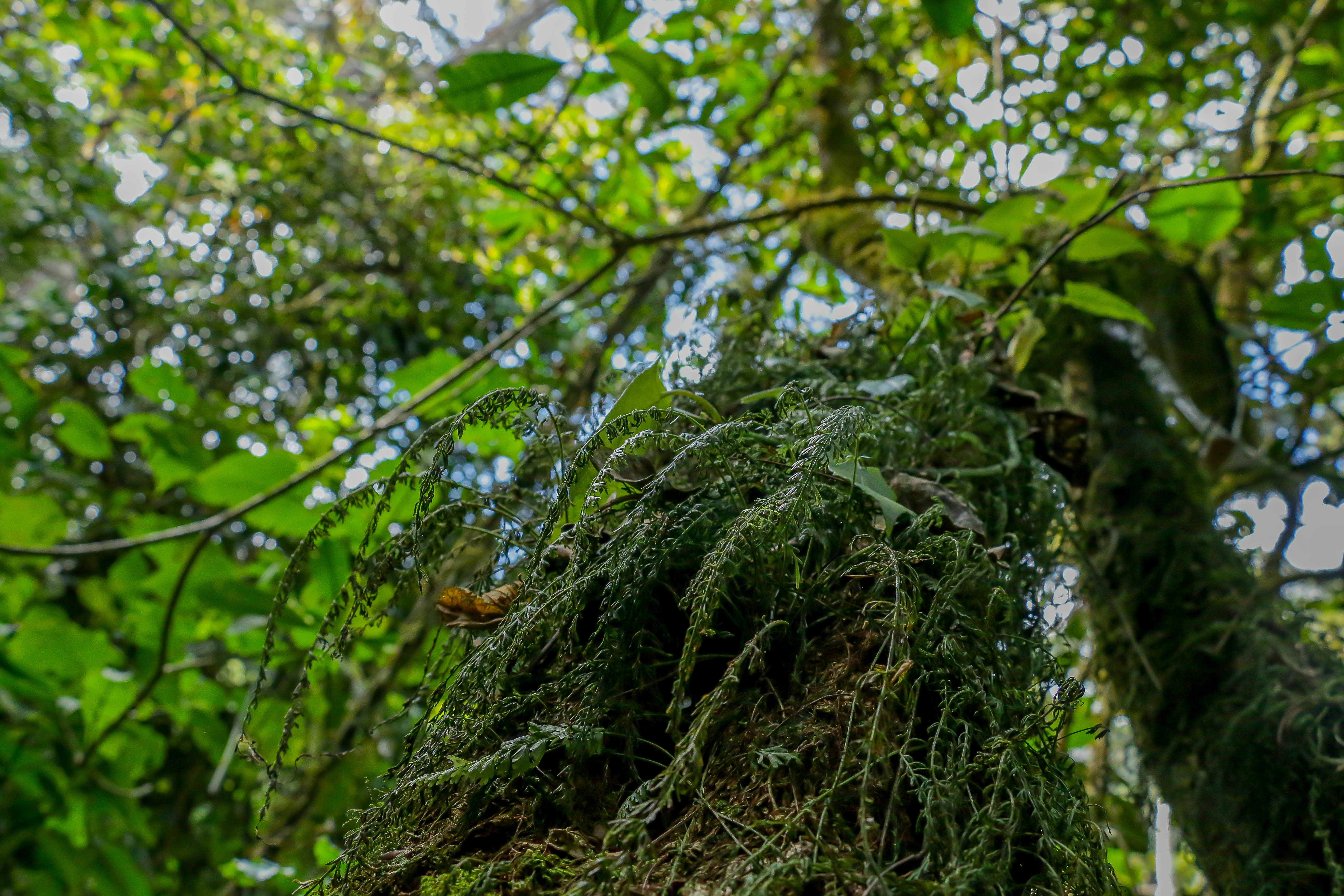
Algues dans les arbres dans la Hifadhi ya Mazingira ya Msitu wa Bururi (sv). Juin 2022.
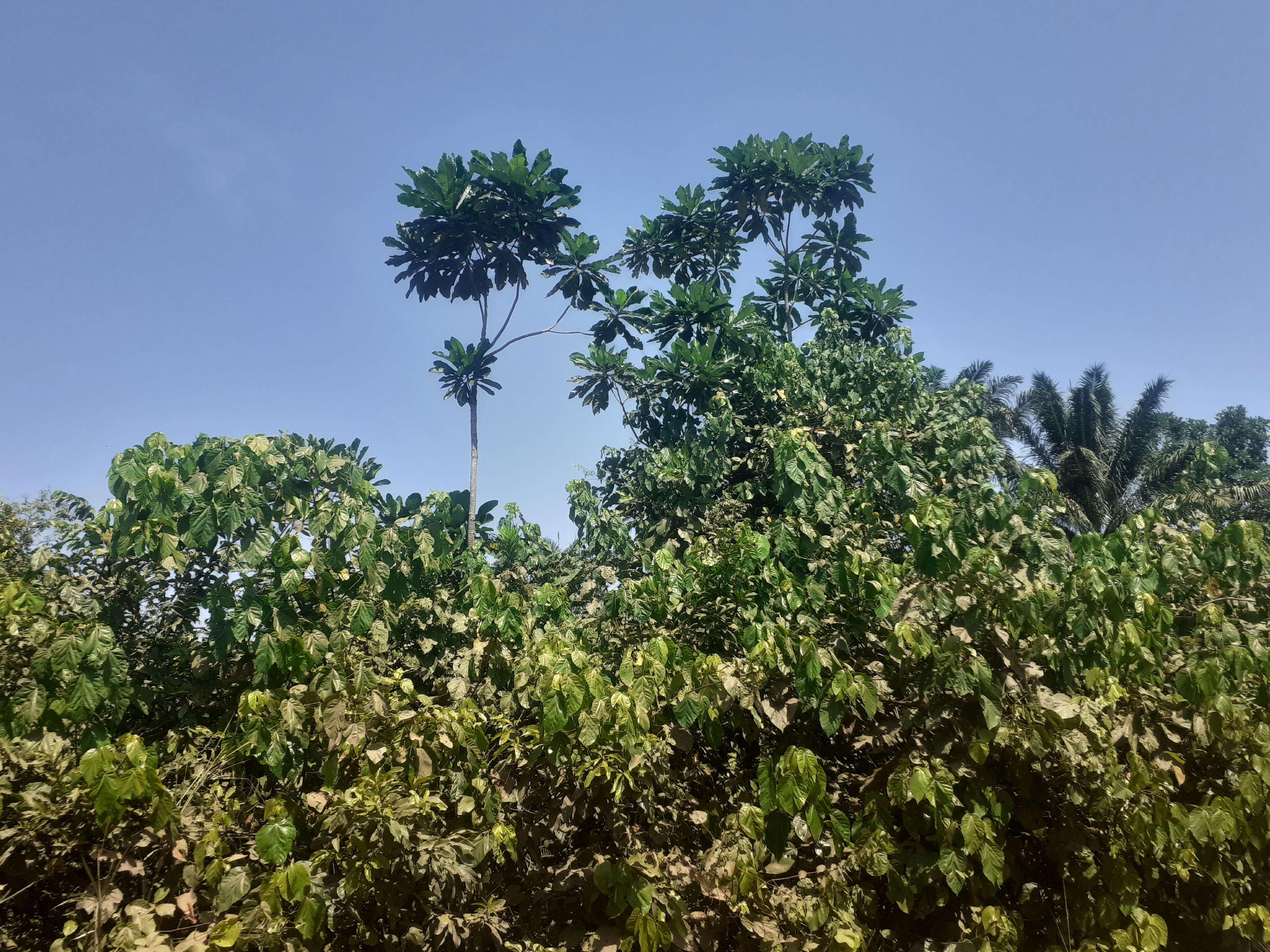
Arbre dénommé Umurungambare dans la Réserve naturelle forestière de Kigwena (sv). Juin 2022.
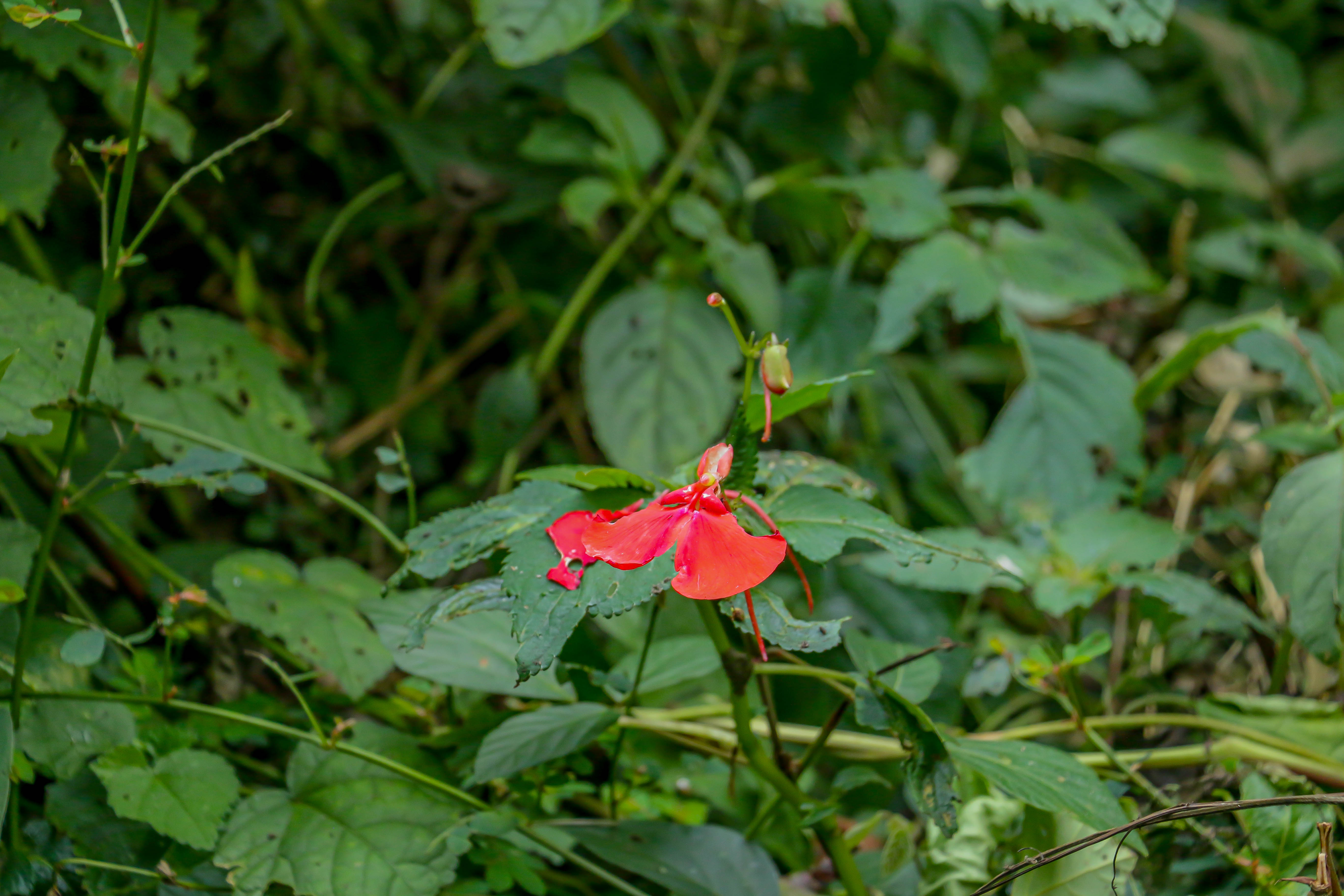
Une fleur dans la réserve naturelle de Bururi. Juin 2022.
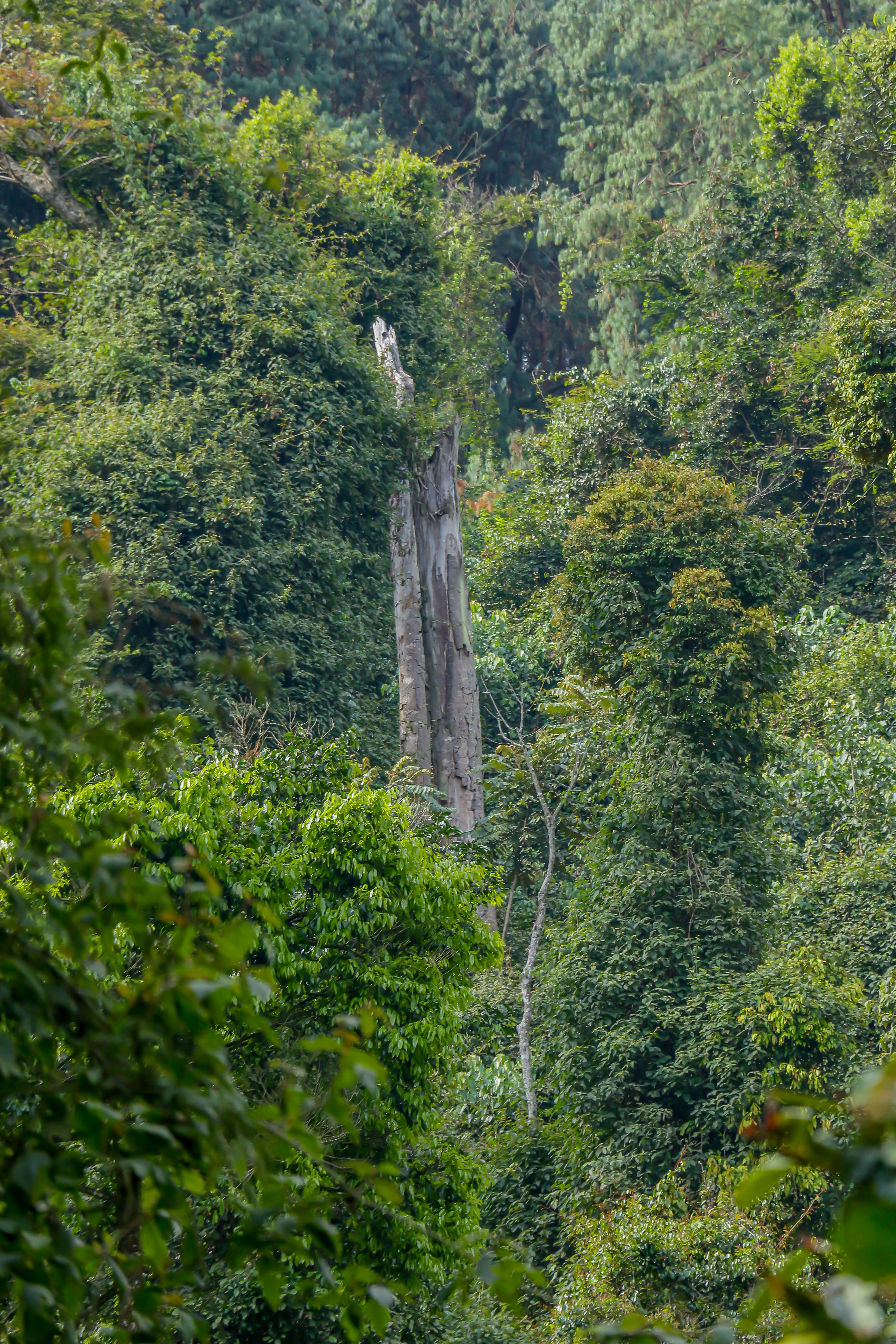
Un grand arbre dans la réserve naturelle de Bururi. Juin 2022.

## Personnalités liées
- Michel Micombero (1940-1983), président du Burundi.
- Jean-Baptiste Bagaza (1946-2016), président du Burundi.
- Pierre Buyoya (1949-2020), président du Burundi.